# Michael Anefur
Ive Oscar Michael Anefur, född 9 mars 1957 i Forshaga i Värmlands län, är en svensk politiker, präst och lärare. 
Han var riksdagsledamot för Kristdemokraterna 2018–2022, invald för Skåne läns västra valkrets. Han var även riksdagsledamot perioden 2009–2010. Han var ledamot i arbetsmarknadsutskottet och partiets arbetsmarknadspolitiska talesperson 2021–2022. Han var tidigare ledamot i socialutskottet 2018–2021. Han har även varit nationell hemlöshetssamordnare 2012–2014, utsedd av Regeringen Reinfeldt.

## Biografi
Anefur tog en teologie kandidatexamen 1980 och arbetade som präst i Svenska kyrkan åren 1982–1992. Han var därefter folkhögskolelärare 1992–2002.
Anefur har varit kommunalpolitiskt aktiv i Kristianstads kommun, där han var ledamot av kommunfullmäktige från 1991 till 2006, och gruppledare under en period, samt ledamot av kommunstyrelsen från 1991 till 2006. Han var tillväxtkommunalråd i Kristianstad under mandatperioden 2002–2006, då hans parti i Kristianstads kommun satt i koalition med Socialdemokraterna och Miljöpartiet. Han var därefter verkställande direktör för Renhållningen i Kristianstad 2006–2009. Anefur var även ersättare i Kristdemokraternas partistyrelse 1999–2001. Han är också ledamot i partiets kommunpolitiska råd.
Från och med 1998 var han förste ersättare i riksdagen för sitt parti på Skåne läns norra och östra valkrets riksdagsbänk. Den 14 juli 2009 blev han riksdagsledamot sedan partikamraten Alf Svensson blivit Europaparlamentariker och avgått som ledamot i Sveriges riksdag. Han var riksdagsledamot till oktober 2010.
I valet 2018 blev han åter riksdagsledamot, denna gång invald för Skåne läns västra valkrets. Han var ledamot av socialutskottet från 2018 till mars 2021, och var då också partiets socialpolitiska talesperson. I januari 2020 tog Anefur ledigt från riksdagen till i augusti 2020 på grund av sjukdom och ersattes av Cecilia Engström. Han var ledamot i arbetsmarknadsutskottet från mars 2021 och partiets arbetsmarknadspolitiska talesperson.
Anefur var nationell hemlöshetssamordnare från den 1 januari 2012 till 2014, och hade uppgiften att ge kommuner stöd i deras arbete för att motverka hemlöshet.
Han kandiderade i Europaparlamentsvalet 2014 på tredje plats på Kristdemokraternas lista.